# Квинт Вибий Гал
Квинт Вибий Гал (на латински: Quintus Vibius Gallus) е политик и сенатор на Римската империя през 2 век.

## Биография
Произлиза от фамилията Вибии.
През 119 г. той е суфектконсул заедно с Марк Пакций Силван Квинт Горедий Гал Гаргилий Антик.